# Little Big Horn!
Little Big Horn! è un album discografico in studio di Nat Adderley, pubblicato (in edizione limitata) dalla Riverside Records nel 1964.
Il disco fu ripubblicato nel 1968 dalla Milestone Records (codice MSP 9009) con il titolo di Natural Soul e gli stessi identici otto brani ma con scaletta diversa.

## Tracce
Brani composti da Nat Adderley, eccetto dove indicato
Lato A
1. El Chico – 6:41 – Registrato il 4 ottobre 1963 a New York City
2. Foo Foo – 4:12 – Registrato il 23 settembre 1963 a New York City
3. Loneliness – 4:15 – Registrato il 23 settembre 1963 a New York City
4. Little Big Horn – 5:19 – Registrato il 23 settembre 1963 a New York City

Durata totale: 20:27
Lato B
1. Half-Time – 4:47 (Julian Adderley, Nat Adderley) – Registrato il 4 ottobre 1963 a New York City
2. Broadway Lady – 4:17 – Registrato il 4 ottobre 1963 a New York City
3. Roses for Your Pillow – 5:08 – Registrato il 4 ottobre 1963 a New York City
4. Hustle with Russell – 4:19 – Registrato il 23 settembre 1963 a New York City

Durata totale: 18:31

## Musicisti
El Chico / Half-Time / Broadway Lady / Roses for Your Pillow
- Nat Adderley - cornetta
- Junior Mance - pianoforte
- Jim Hall - chitarra
- Bob Cranshaw - contrabbasso
- Mickey Roker - batteria

Foo Foo / Loneliness / Little Big Horn / Hustle with Russell
- Nat Adderley - cornetta
- Junior Mance - pianoforte
- Kenny Burrell - chitarra
- Bob Cranshaw - contrabbasso
- Mickey Roker - batteria[3]